# Plakias Korifi (Paligremnos)

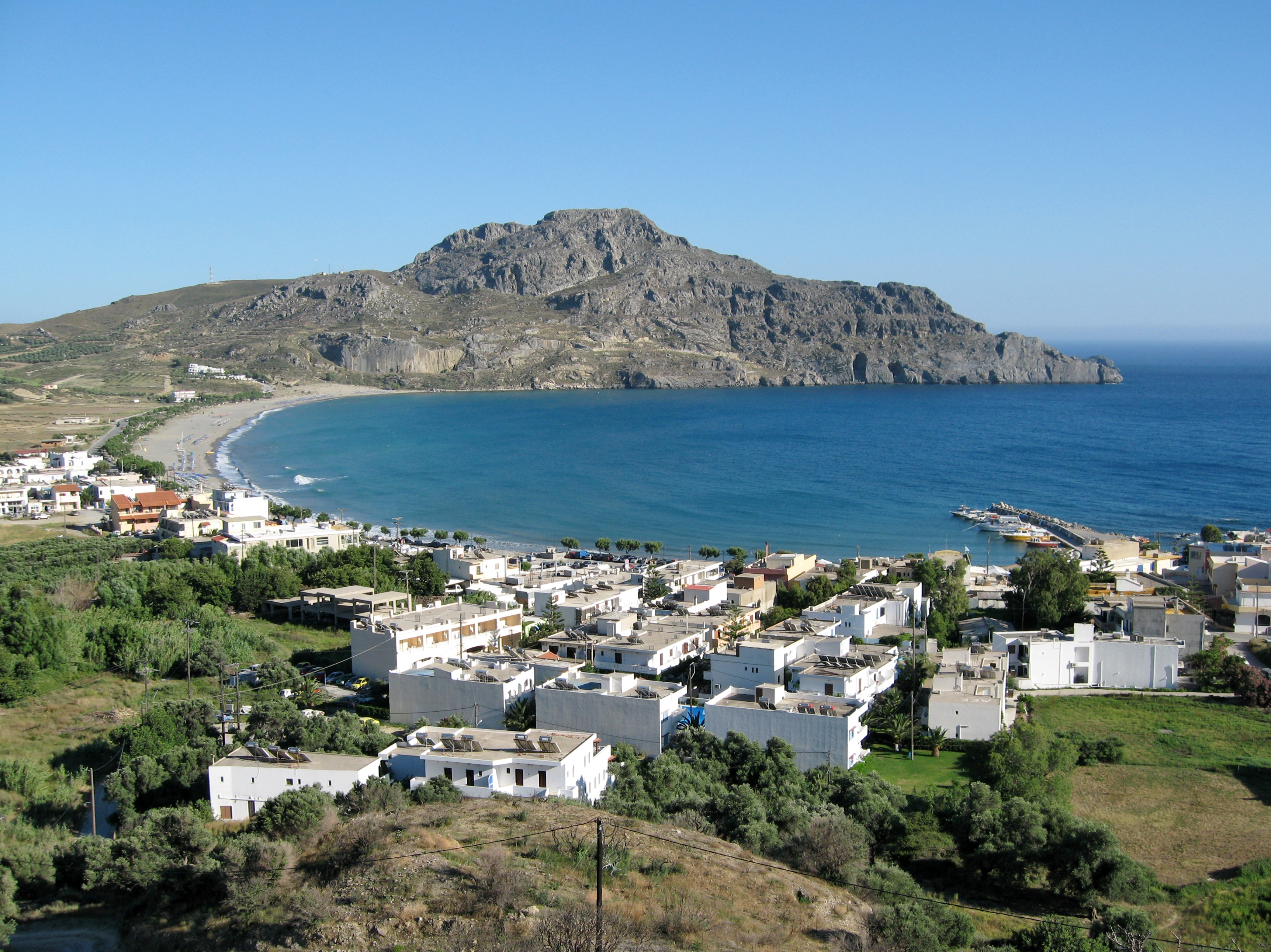
Plakias Korifi oder Paligremnos

Plakias Korifi (Paligremnos) (griechisch Πλακιάς Κορφή (Παλίγκρεμνος)) bezeichnet eine archäologische Fundstätte auf dem 221 Meter hohen Berg Korifi, auch Paligremnos genannt, bei Plakias im Süden der griechischen Insel Kreta. Der Berg befindet sich auf einer Halbinsel zwischen der Bucht von Plakias (Όρμος Πλακιά Ormos Plakia) im Norden und der Bucht von Damnoni (Όρμος Δαμνόνι Ormos Damnoni) im Südosten mit den Kaps Psarelas (Ακρωτήρι Ψαρέλας Akrotiri Psarelas) und Kakomouri (Ακρωτήρι Κακομούρι Akrotiri Kakomouri). Krzystof Nowicki deutete die Konzentration mittelminoischer Keramikscherben im Bereich des nördlichen Teils der Bergspitze als einen Hinweis auf ein kleines Gipfelheiligtum an dieser Stelle.

## Beschreibung
Der Gipfel des Korifi oder Paligremnos ist 260 Meter von der Küste im Süden der Bucht von Plakias entfernt. Zur Nord- und Westseite fällt er felsig ins Meer ab. Von Südosten kommend führt eine Straße am südlichen Fuß des Berges entlang. Das etwa 5000 m² große Gipfelplateau mit den Abmessungen von ungefähr 120 × 30 bis 50 Metern war mit Keramikscherben unterschiedlicher Epochen bedeckt. Die meisten stammen aus der endneolithischen Phase EN II und der frühminoischen Phase FM I. Daneben gab es MM-Keramikscherben (mittelminoisch), vermischt mit Kieselsteinen, am nördlichen und nordöstlichen Rand des Bergrückens, sowie archaisch-klassische Scherben auf dem Bergsattel.

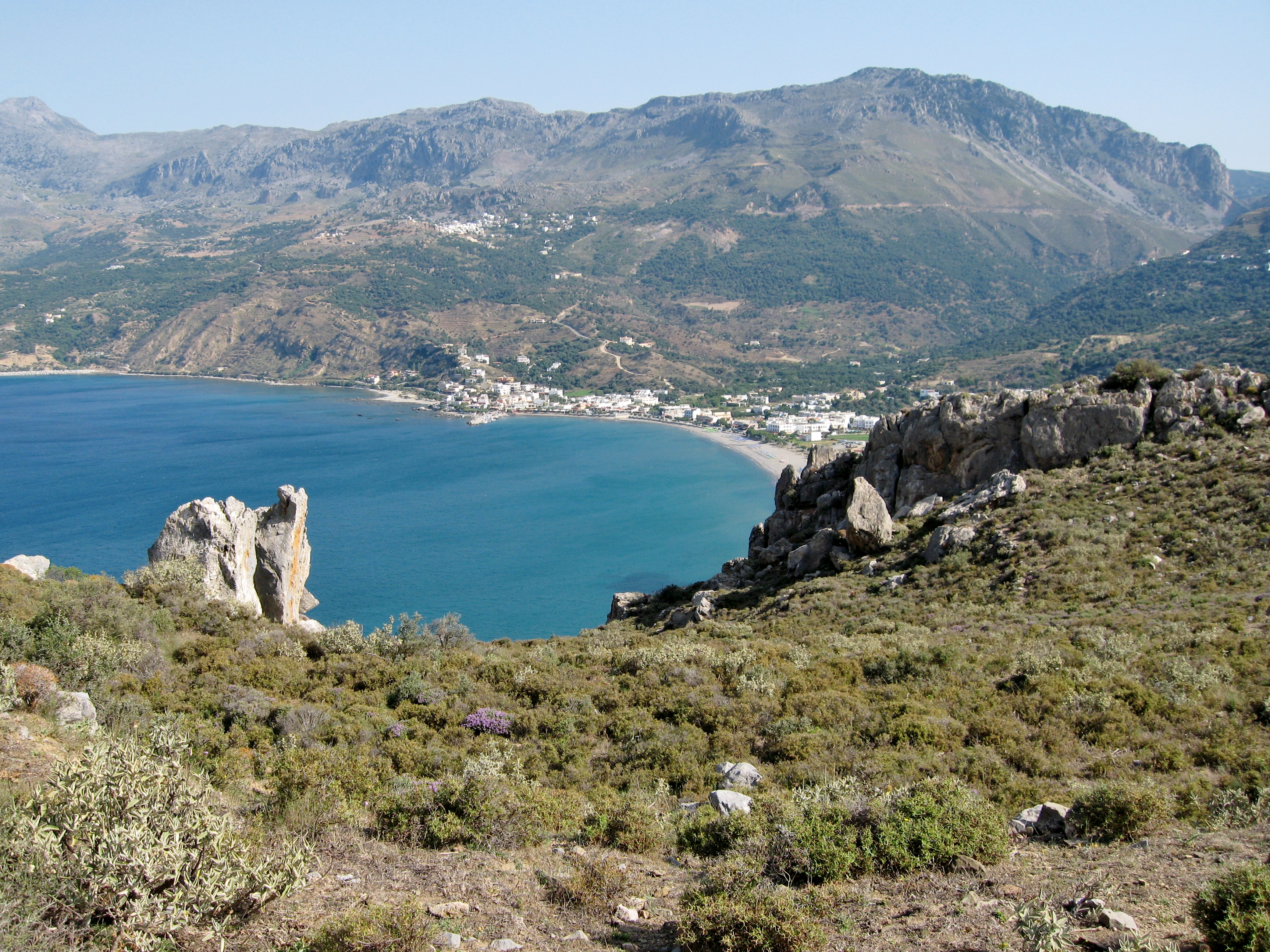
Blick vom Gipfel auf Plakias

Die gefundenen Steinabschläge werden den Phasen EN II und frühen FM I zugeordnet, mit Quarz als am häufigsten verwendeten Material, charakteristisch für die gesamte Ebene zwischen Plakias und Lefkogia. Daneben wurde von den endneolithischen Bewohnern schwarzes und braunes Chertgestein verwendet, wobei das schwarze aus derselben Quelle stammt, die auch von den Bewohnern des Gebiets von Frangokastello genutzt wurde. Nahe der Kante des südwestlichen Bergrückens entdeckte man sechs Obsidianklingen. Eine weitere sowie einige EN II-Keramikscherben befanden sich auf dem Südhang etwa 30 Meter unterhalb des Gipfels.
In der Umgebung gab es mehrere kleine EN II- und FM I-Fundorte. Etwa 200 Meter südöstlich des Gipfels wurde eine einzelne Obsidianklinge in Felsen mit Blick auf die Bucht von Damnoni gefunden. Auch Damnoni Stavros 500 Meter im Südosten gilt als EN II-Standort. Im östlichen Bereich der Ebene an der Bucht von Plakias bei Xerochorafi (Ξεροχωράφη) konnte von Sinclair Hood eine kleine mittel- bis spätminoische Siedlung identifiziert werde, deren Überreste durch Erosion und Bautätigkeit heute fast vollständig zerstört sind. Die topografische Beziehung dieser Siedlung zum Gipfel auf dem Korifi oder Paligremnos, zu dem eine Sichtverbindung bestand, und die dort im nördlichen Bereich gefundenen mittelminoischen Keramikscherben, insbesondere von kleinen Bechern, ließen Krzystof Nowicki zu dem Schluss kommen, dass sich auf dem Berg in minoischer Zeit wahrscheinlich ein örtliches Gipfelheiligtum befand.